# Atletica leggera ai Giochi della XV Olimpiade - Marcia 50 km

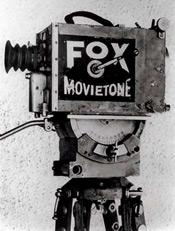
Video della gara

La competizione della marcia 50 km di atletica leggera ai Giochi della XV Olimpiade si è disputata il giorno 21 luglio 1952 con partenza e arrivo allo Stadio olimpico di Helsinki.

## Finale
Sono presenti il campione olimpico uscente, lo svedese Ljunggren, e il campione europeo, Pino Dordoni.

Fin dal decimo chilometro la gara vive sul duello tra lo svedese e l'italiano. I due procedono appaiati dandosi il cambio per fare il vuoto alle loro spalle. Al controllo-rifornimento dei 35 km Dordoni si accorge che Ljunggren indugia più del dovuto. Capisce che è quasi agli sgoccioli, dà uno strappo e stacca il rivale, giungendo da solo al traguardo. Ljunggren nel frattempo si ritira. Dordoni vince con il nuovo record olimpico.
| Pos.    | Atleta                | Nazione          | Tempo     |
| ------- | --------------------- | ---------------- | --------- |
| Oro     | Giuseppe Dordoni      | Italia           | 4h28'07"8 |
| Argento | Josef Doležal         | Cecoslovacchia   | 4h30'17"8 |
| Bronzo  | Antal Róka            | Ungheria         | 4h31'27"2 |
| 4       | Rex Whitlock          | Gran Bretagna    | 4h32'21"0 |
| 5       | Sergey Lobastov       | Unione Sovietica | 4h32'34"2 |
| 6       | Vladimir Ukhov        | Unione Sovietica | 4h32'51"6 |
| 7       | Dumitru Paraschivescu | Romania          | 4h41'05"2 |
| 8       | Ion Baboe             | Romania          | 4h41'52"8 |
| 9       | John Ljunggren        | Svezia           | 4h43'45"2 |
| 10      | Giuseppe Kressevich   | Italia           | 4h44'30"2 |
| 11      | Harold Whitlock       | Gran Bretagna    | 4h45'12"6 |
| 12      | Sándor László         | Ungheria         | 4h45'55"8 |
| 13      | Rudolf Lüttge         | Germania         | 4h47'28"6 |
| 14      | Pekka Viljanen        | Finlandia        | 4h49'16"4 |
| 15      | Donald Tunbridge      | Gran Bretagna    | 4h50'40"4 |
| 16      | Raymond Lesage        | Francia          | 4h52'37"8 |
| 17      | Edgar Bruun           | Norvegia         | 4h52'48"4 |
| 18      | Claude Hubert         | Francia          | 4h55'28"2 |
| 19      | Salvatore Cascino     | Italia           | 4h56'46"0 |
| 20      | Harry Kristensen      | Danimarca        | 4h57'35"8 |
| 21      | Jean Strunc           | Francia          | 4h59'08"2 |
| 22      | Adolf Weinacker       | Stati Uniti      | 5h01'00"4 |
| 23      | Pavel Kazankov        | Unione Sovietica | 5h02'37"8 |
| 24      | Gilbert Marquis       | Svizzera         | 5h02'56"2 |
| 25      | Ferdinand Hayward     | Canada           | 5h04'40"4 |
| 26      | René Charrière        | Svizzera         | 5h08'59"0 |
| 27      | Gerhard Winther       | Norvegia         | 5h11'40"2 |
| 28      | Åke Söderlund         | Svezia           | 5h30'56"6 |
| -       | John Deni             | Stati Uniti      | Ritirato  |
| -       | Guillermo Weller      | Argentina        | Rit.      |
| -       | Leo Sjogren           | Stati Uniti      | Rit.      |